# Mario Kart Tour
Mario Kart Tour is een racespel uitgebracht op 25 september 2019 en ontwikkeld en gepubliceerd door Nintendo. Het spel verscheen voor Android en iOS.

## Gameplay
In het spel dient de speler, na een personage, voertuig en glijscherm te hebben gekozen, zo snel mogelijk de race uit te rijden. Deze bestaat altijd uit 2 rondes over dezelfde baan. De speler kan in totaal 64 personages, 74 voertuigen en 49 glijschermen verzamelen.